# Sitobion akebiae
Sitobion akebiae är en insektsart. Sitobion akebiae ingår i släktet Sitobion och familjen långrörsbladlöss. Inga underarter finns listade i Catalogue of Life.